# Hyporhamphus neglectissimus
Hyporhamphus neglectissimus is een straalvinnige vissensoort uit de familie van halfsnavelbekken (Hemiramphidae). De wetenschappelijke naam van de soort werd voor het eerst geldig gepubliceerd in 1980 door Nikolai Vasilyevich Parin, Bruce Baden Collette en Yuri Nikolaevich Shcherbachev.